# Ciudad Guzmán
Ciudad Guzmán – miasto w Meksyku, w stanie Jalisco. Liczy 102 200 mieszkańców (1 lipca 2014 roku).